# Musi-Musi és a gombácskák
A Musi-Musi és a gombácskák (eredeti cím: Mush-Mush et les Champotes) 2020-tól vetített francia-belga 3D-s számítógépes animációs vígjátéksorozat, amelyet Elfriede de Rooster készített.
A számítógépes és hagyományos animációt keverő, négyéves vagy annál idősebb gyermekeknek szánt sorozat, 12-22 perces epizódokban mutatja be a Gombácskákat, amelyek feladata az erdő megőrzése. Mindegyik Gombácskának van egy adott tehetsége, amelyet az epizódok során megtanulnak elsajátítani: Musi-Musi kommunikál a természettel, Lámpi tud világítani, Chepnek pedig nagyszerű a memóriája.
A La Cabane és a Thuristar gyártja, és közel 150 országban forgalmazzák, 2023 óta elérhető a Netflixen, miután Franciaországban a Piwi+ és a Canal+ Family csatornákon, Belgiumban pedig az RTBF-en sugározták.
Franciaországban a Canal+ Family 2021. október 17-én, Belgiumban a RTBF,Magyarországon a Boomerang mutatta be 2021. április 19-én. A második évadot a Cartoonito mutatta be 2024. május 18-án.

## Cselekmény
Musi-Musi és a Gombácskák kalandjait követhetjük, miközben felnőnek és felfedezik az őket körülvevő egyedülálló univerzumot. 

## Szereposztás
| Szereplő                | Francia hang       | Angol hang          | Magyar hang                                          |
| ----------------------- | ------------------ | ------------------- | ---------------------------------------------------- |
| Musi-Musi               | Faany Bloc         | Jules de Jongh      | Nagy Gereben (1. évad, 2x01-12) Bogdán Gergő (2x13-) |
| Lámpi (Lilit)           | Kaycie Chase       | Kaycie Chase        | Hegedűs Johanna                                      |
| Chep                    | Emmylou Homs       | Teresa Gallagher    | Gáll Dávid                                           |
| Rókagomba (Chanterelle) | Barbara Beretta    | Jules De Jongh      | Dobó Enikő                                           |
| Musnéni (Mushpie)       | Fanny Bloc         | Teresa Gallagher    | Peller Anna                                          |
| Fung                    | Emmanuel Garijo    | Christopher Ragland | Molnár Levente                                       |
| Miff                    | Barbara Beretta    | Lizzie Waterworth   | Hermann Lilla                                        |
| Szumusi                 | Emmanuel Garijo    | Christopher Ragland |                                                      |
| Muspapi                 | Christophe Lemoine | David Gasman        | Törköly Levente                                      |
| Sármók                  | Xavier Fagnon      | David Gasman        | Varga Rókus                                          |
| Bolly                   | Barbara Beretta    | Lizzie Waterworth   | Berkes Bence                                         |
| Morel                   | Emmanuel Garijo    | Christopher Ragland | Varga Gábor                                          |
| Sushi-Mushi             | Emmanuel Garijo    | David Gasman        | Dézsy Szabó Gábor                                    |
| Puff                    | Xavier Fagnon      | Christopher Ragland | Markovics Tamás                                      |
| Sztármusi               | Xavier Fagnon      | David Gasman        | Mészáros András                                      |

### Magyar változat
- Bemondó: Endrédi Máté
- Főcímdal: Juhász Levente
- Magyar szöveg: Horváth Anikó (1. évad), Lai Gábor (2. évad)
- Szinkronrendező: Molnár Ilona

A szinkront az SDI Media Hungary készítette.

## Epizódok
| Évad | Évad | Epizódok | Eredeti sugárzás    | Eredeti sugárzás  | Magyar sugárzás   | Magyar sugárzás      |
| Évad | Évad | Epizódok | Évadpremier         | Évadfinálé        | Évadpremier       | Évadfinálé           |
| ---- | ---- | -------- | ------------------- | ----------------- | ----------------- | -------------------- |
|      | 1    | 50       | 2020. augusztus 25. | 2021. január 27.  | 2021. április 19. | 2021. szeptember 10. |
|      | 2    | 50       | 2024. február 1.    | 2024. március 21. | 2024. május 18.   | 2025. január 19.     |

## Fordítás
Ez a szócikk részben vagy egészben  a   Mush-Mush et les Champotes című francia Wikipédia-szócikk ezen változatának fordításán alapul.  Az eredeti cikk szerkesztőit annak laptörténete sorolja fel. Ez a jelzés csupán a megfogalmazás eredetét és a szerzői jogokat jelzi, nem szolgál a cikkben szereplő információk forrásmegjelöléseként.